# Przemysław Cerebież Tarabicki
Przemysław Cerebież Tarabicki (ur. 1954 roku w Szczecinie) – polski artysta malarz

## Życiorys
W latach 1975-1979 studiował na Wydziale Architektury Politechniki Szczecińskiej i Gdańskiej. W latach 1979 -1983 studiował w Państwowej Wyższej Szkole Sztuk Plastycznych w Gdańsku architekturę wnętrz i malarstwo. Dyplom z malarstwa otrzymał w pracowni prof. Kazimierza Ostrowskiego. W latach 1996–2012 prowadził Galerię Sztuki TRYSTERO. Organizator, animator i kurator wielu lokalnych i międzynarodowych przedsięwzięć artystycznych, m.in. "SMS - Szczecin - Melbourne - Szczecin", „Sarajewo 1996”, programu artystyczno-literackiego "SOS". W latach 2011–2013 nauczyciel akademicki w Zachodniopomorskim Uniwersytecie Technologicznym w Szczecinie.

## Wybrane dzieła
- Obrazy w Kolekcji Towarzystwa Przyjaciół Muzeum Narodowego w Szczecinie
- Obrazy Przemysława Cerebież Tarabickiego w Galerii Triada
- Przemysław Cerebież Tarabicki w projekcie vanitas - ziemnik - MNS
- Obrazy Przemysława Cerebież Tarabickiego w Galerii Kapitańskiej
- Instalacja "Niebezpieczne harce" Przemysława Cerebież Tarabickiego w MNS

Wybrane wystawy indywidualne
- 1986 Galeria „Klub Trans”, Szczecin, Polska
- 1989 Muzeum Narodowe, Szczecin, Polska
- 1989 Galeria Peter Fey, Berlin, Niemcy
- 1990 Galeria Gelditsch 45, Berlin, Niemcy
- 1991 Muzeum Regionalne, Kamień Pomorski, Polska
- 1991 Galeria „A-7”, Malmö, Szwecja
- 1991 Galeria BWA, Szczecin, Polska
- 1992 Galeria Querformat, Berlin, Niemcy
- 1993 Galeria „2112” Kopenhaga, Dania
- 1998 Galeria Kierat 7, Szczecin, Polska
- 2009 Catherine Asquith Gallery, Melbourne, Australia
- 2010 Galeria Trystero, Szczecin, Polska
- 2011 Fabryka Trzciny, „Nie dotykaj mnie”, Warszawa, Polska
- 2013 Galeria Kapitańska, „O dwoistości”, Szczecin, Polska[4]
- 2020 Muzeum Narodowe Szczecin, “Vanitas Ziemnik”, Szczecin Polska
- 2021 MNS, "Niebezpieczne harce”, Szczecin, Polska[5]
- 2023 Galeria Kapitańska, " ...Respice Finem ", Szczecin, Polska

Wybrane wystawy zbiorowe
- 1985 Galeria BWA, Szczecin, Polska
- 1989 Galeria BWA, Sopot, Polska „KRYTYCY O NAS”
- 1989 Instytut Polski w Sztokholmie, Szwecja
- 1996 Galeria Amfilada, Szczecin, Polska
- 1998 Galeria „Z”, Ystad, Szwecja
- 1999 Galeria Kierat, Szczecin, Polska
- 2000 Salon Jesienny, Zamek Książąt Pomorskich, Szczecin, Polska
- 2001 Galeria Trystero, Szczecin, wystawa towarzysząca XVIII FPMW
- 2001 Ratusz Miejski, Dortmund, Niemcy
- 2001 Galeria Trystero, Szczecin, Polska, wystawa "Together"[6]
- 2001 Galeria Sulmin w Porcie Lotniczym Gdańsk Trójmiasto, Polska
- 2002 Kleine Galerie Werkstatt, Berlin, Niemcy
- 2003 Cafe 21 Gallerie, Dania
- 2003 Galeria Trystero, Szczecin, wystawa towarzysząca XIX FPMW
- 2005 Aagaard Galerie, Berlin, Niemcy
- 2005 Galeri Gamla Vaster, Malmö, Szwecja
- 2006 Muzeum Narodowe, Szczecin, Polska[7]
- 2007 Nadbałtyckie Centrum Kultury, Gdańsk, Polska
- 2009 SMS, Guildford Lane Gallery, Melbourne, Australia[8]
- 2010 SMS, Szczecin - Melbourne - Szczecin, Muzeum Narodowe w Szczecinie i Galeria Trystero, Szczecin, Polska
- 2011 Galeria Kapitańska, „Niech żyją artyści”, Szczecin, Polska
- 2013 Muzeum Narodowe, „Rytuały przejścia”, Szczecin, Polska

Prace w kolekcjach
- Muzeum Narodowe, Szczecin
- Kunstverein, Kopenhaga
- Zachęta Sztuki Współczesnej, Szczecin
- Towarzystwo Przyjaciół Muzeum Narodowego, Szczecin
- Prace w zbiorach instytucji, firm, osób prywatnych w Polsce i za granicą, m.in.: Klinika Aesthetic Med, Szczecin

Laureat nagród i wyróżnień
- Festiwal Polskiego Malarstwa Współczesnego, Szczecin 1986,1994
- Salon Jesienny, Szczecin 2000, Grand Prix